# EKW C-35
EKW C-35
EKW C-3603-1
- 用途：偵察機、地上攻撃機
- 製造者：Eidgenoessische Konstruktionswerkstaette（EKW）
- 運用者：スイス空軍
- 初飛行：1930年代
- 生産数：49機
- 運用開始：1936年
- 退役：1954年

EKW C-35（Eidgenössische Konstruktions Werkstätte C-35）は、1930年代にスイス、トゥーンの連邦製造工廠（Eidgenössische Konstruktions Werkstätte： K+W）で設計された偵察機/ 地上攻撃機用の複座の複葉機である。

## 開発
当時スイス空軍が使用していたフォッカー C.Veを代替するために複葉機のEKW C-35と単葉機のEKW C-36という2機種が連邦製造工廠で設計された。評価試験後の1936年に空軍は40機のC-35を発注した。
C-35は尾輪式の固定降着装置と通常の形式の尾翼を持つ複葉機であり、イスパノ・スイザ HS-77 V型12気筒エンジン（イスパノ・スイザ 12Ycrsのライセンス生産）を搭載していた。

## 運用の歴史
最初のC-35は1937年5月にスイス空軍に納入され、1938年末までに全機の納入が完了した。就役中の機体を補充するために1941年から1942年にかけて更に8機が製造された。1943年にEKW C-36と代替されて第一線から引き揚げられ、夜間飛行部隊へ移管された。C-35は1954年に退役した。

## 運用
スイス
- スイス空軍

## 要目
(C-35) Data from The Illustrated Encyclopedia of Aircraft (Part Work 1982-1985), 1985, Orbis Publishing, Page 1593
- 乗員：2名
- 全長：9.54 m (31 ft 3½ in)
- 全幅：13.08 m (42 ft 11 in)
- 全高：3.75 m (12 ft 3½ in)
- 翼面積：32 m2 (344.46 ft2)
- 空虚重量：2,190 kg (4,828 lb)
- 全備重量：3,130 kg (6,900 lb)
- エンジン：1 × イスパノ・スイザ HS-77 倒立V型エンジン 、642 kW (860 hp)
- 最大速度：335 km/h (208 mph)
- 巡航高度：8,000 m (26,247 ft)
- 航続距離：750 km (466 miles)
- 上昇率： 11.51 m/s (2,265 ft/min)

- 武装：
  - 1 × 20 mm 機関砲（前方固定モーターカノン）
  - 2 × 7.5 mm 機関銃（主翼内）
  - 1 × 7.5 mm 機関銃（後席）
  - 22 kg (221 lb) 爆弾（主翼下面爆弾架）